# Шуре-є Паїн (Магаллат)
Шуре-є Паїн (перс. شوره پائين) — село в Ірані, у дегестані Бакерабад, в Центральному бахші, шахрестані Магаллат остану Марказі. За даними перепису 2006 року, його населення становило 0 осіб.

## Клімат
Середня річна температура становить 14,75°C, середня максимальна – 33,89°C, а середня мінімальна – -8,40°C. Середня річна кількість опадів – 196 мм.
| Клімат поселення                              | Клімат поселення | Клімат поселення | Клімат поселення | Клімат поселення | Клімат поселення | Клімат поселення | Клімат поселення | Клімат поселення | Клімат поселення | Клімат поселення | Клімат поселення | Клімат поселення | Клімат поселення |
| Показник                                      | Січ.             | Лют.             | Бер.             | Квіт.            | Трав.            | Черв.            | Лип.             | Серп.            | Вер.             | Жовт.            | Лист.            | Груд.            |                  |
| Середній максимум, °C                         | 10,01            | 12,50            | 17,88            | 23,56            | 28,44            | 32,76            | 33,89            | 33,28            | 29,26            | 22,95            | 16,64            | 10,31            |                  |
| Середня температура, °C                       | 0,81             | 3,29             | 8,66             | 14,38            | 19,22            | 23,55            | 27,34            | 26,73            | 22,71            | 16,42            | 10,10            | 3,76             |                  |
| Середній мінімум, °C                          | −8,4             | −5,92            | −0,53            | 5,18             | 10,02            | 14,35            | 20,82            | 20,19            | 16,17            | 9,89             | 3,57             | −2,76            |                  |
| Норма опадів, мм                              | 34               | 32               | 35               | 23               | 14               | 2                | 2                | 1                | 0                | 7                | 19               | 27               |                  |
| Середньомісячна швидкість вітру, м/с          | 1.35             | 2.09             | 2.49             | 2.91             | 2.70             | 2.54             | 2.72             | 2.39             | 2.19             | 1.99             | 1.60             | 1.40             |                  |
| Середньомісячна сонячна радіація, кДж/м²·день | 9867             | 13181            | 15677            | 18878            | 22708            | 26730            | 25891            | 24464            | 21428            | 16142            | 11552            | 9547             |                  |
| --------------------------------------------- | ---------------- | ---------------- | ---------------- | ---------------- | ---------------- | ---------------- | ---------------- | ---------------- | ---------------- | ---------------- | ---------------- | ---------------- | ---------------- |
| Джерело:                                      |                  |                  |                  |                  |                  |                  |                  |                  |                  |                  |                  |                  |                  |